# さいとー栄
さいとー 栄（さいとー さかえ）は、日本の漫画家。別名義にPURUpyon西東。

## 略歴
週刊少年ジャンプ系作家のアシスタントを経てデビュー。1997年に発行された漫画「セクシーコマンドー外伝 すごいよ!!マサルさん」の7巻にはスペシャルサンクスとしてクレジットされている。友人にあんど慶周など。

## 作品リスト

### 漫画
- ラヂオにのせて（『増刊ヤングガンガン』読切り）
- だいたんガールズ（竹書房）ISBN 978-4-8124-7161-6
- 良介くんの幸せな日常（竹書房）
- ヘヴィーオブジェクトS（原作：鎌池和馬、『電撃マオウ』、全3巻）
  - ヘヴィーオブジェクトA（原作：鎌池和馬、『電撃マオウ』、全3巻）
- バディ・コンプレックス戦場のカップリング （原作：矢立肇、『電撃マオウ』、全1巻）
- 艦隊これくしょん -艦これ- いつか静かな海で（原作：田中謙介、『月刊コミックアライブ』、全3巻）
  - 艦隊これくしょん -艦これ- いつか静かな海で お年玉描きおろしエピソード（『艦これジャーナル 艦娘たちのお正月』2015年1月1日、読切り）
- 変態仮面（原作：あんど慶周、『ジャンプスクエア』、読切り）
- 刀使ノ巫女（原作：伍箇伝計画、『月刊少年エース』、全3巻）
- 終末ツーリング（『電撃マオウ』、既刊7巻）
- スーパーカブRei（原作：トネ・コーケン、『コミックNewtype』、全2巻）

### イラスト、その他
- STEINS;GATE （原作：5pb.×ニトロプラス、メディアファクトリー、構成協力）
- はんくらっち！（クレタパブリッシング刊　タンデムスタイル誌連載）

PURUpyon西東名義
- 淫らな母 思春期な僕 （一水社） 2006年11月 ISBN 4-87076-646-9
- ママは僕に恋をする （一水社） 2009年5月 ISBN 4-87076-749-X
- ツミトミツ-罪と蜜 （一水社） 2011年5月 ISBN 4-86416-067-8